# Victor Fräntilä
Victor Fräntilä, född 23 februari 1879 i Fräntilä, Kauhava, död 20 september 1958 i New York, var en finländsk-amerikansk kompositör och orkesterledare. Han skrevs även Frändilä och Frandila.
Fräntilä var son till Gabriel Gustafsson Fräntilä och Elisabeth Paulina Andersdotter Lahti. Fräntilä komponerade bland annat Sinikellot inspelad av Hannes Saari 1928. 1929 medverkade Fräntiläs orkester vid fyra skivinspelningar med Hannes Saari.
Fräntilä gifte sig med Hulda Maria Stein, med vilken han hade ett barn. Fräntilä är begravd i Fitchburg, Massachusetts.